# シンデレラIII 戻された時計の針
『シンデレラIII 戻された時計の針』（シンデレラスリー もどされたとけいのはり、原題：Cinderella III: A Twist in Time）は、ディズニーの映画『シンデレラ』の続編のOVA作品。2007年2月6日（日本語版は同年2月23日）に発売された。なお、『シンデレラII』に続くシンデレラの二度目の続編である。ブエナ ビスタ ホーム エンターテイメント（当時）の表示では、本編約74分。

## あらすじ
王子との結婚後、シンデレラは夫や仲間たちと幸せな毎日を送っていた。一方、かつてシンデレラをいじめていたトレメイン家は、王子との結婚に失敗した事ですっかり落ちぶれ果ててしまい、ドリゼラやアナスタシアは長年シンデレラに押し付けていた家事に追われ、慣れない仕事に四苦八苦する毎日。そんな娘達の惨めな姿にトレメイン夫人は呆れ、その不満をシンデレラへの逆恨みとして募らせていた。しかし、アナスタシアは以前よりも性格がまるくなっており、母達と違ってシンデレラに対しても恨んだり、妬む事なく、純粋に想い人と結婚できた彼女のように、自分を心から愛してくれる人との出会いを求めていた。
そんな中、王子とシンデレラの結婚記念日の様子を覗いていたアナスタシアは、シンデレラがフェアリー・ゴッドマザーの魔法に助けられていたことを知り、また偶然魔法の杖を入手した。家に持ち帰るとトレメイン夫人は魔法の力を悪用して、時間をガラスの靴の主を探す使者が来る直前まで戻してしまった。さらに魔法でガラスの靴のサイズをアナスタシアの足に合わせ、王子とアナスタシアを婚約させようと企んだ。
魔法を使う様子を目の当たりにしていないシンデレラは状況が飲み込めずにいたが、諦めることなく仲間たちの力を借りて自ら城に向かい、王子に直接会う決意をする。

## 登場人物
シンデレラ
お城の舞踏会で落としたガラスの靴が合ったことで王子と結婚したが、結婚1周年を迎えた日、トレメイン夫人が魔法の杖の力で時間を1年前に戻した上に、ガラスの靴をアナスタシアに合わせ、さらに王子の記憶を消された為に失恋し、お城に迎えられなくなってしまう。しかし、ジャックとガスから真相を聞き、夢を叶えるべく自身の心を信じて王宮へ向かう。
王子（プリンス・チャーミング）
シンデレラとの再会を心待ちにしていたが、トレメイン夫人の魔法の杖でシンデレラと出会った舞踏会の記憶を変えられてしまう。しかし、魔法の力をもってしてもシンデレラへの愛は変わることなく、ジャックとガスの言葉やあるきっかけから、彼女のことや舞踏会の記憶を思い出した。
本作では冗談好き、運動神経抜群、そしてラストでシンデレラやアナスタシアを救うためにトレメイン夫人達に対し剣を抜くなど、『シンデレラ』や『シンデレラII』では見られなかった一面が描かれている。
ジャックとガス
『シンデレラ』や『シンデレラII』にも登場したシンデレラの友達であるネズミたち。トレメイン夫人が魔法の杖を悪用していることを知り、シンデレラが王子と結婚できるよう奮闘し、シンデレラと王子を救う活躍を見せる。
トレメイン夫人（まま母、ステップマザー）
本作の騒動の張本人。娘のアナスタシアが偶然魔法の杖を手に入れたことから義理の娘シンデレラに復讐しようと企む。
シンデレラが幸せを手に入れるきっかけとなった魔法を「汚い手」と称しながらも、それを躊躇する事なく悪用したり、娘を王子と結婚させる事で巨万の富と身分を得るという野望を実現させる為ならばどんな手段も選ばないなど、シリーズの中でも特に強欲で独善的な性格が目立っており、さらには改心した実の娘のアナスタシアを「親不孝者」呼ばわりし、自分の意にそぐわない行動をとったという理由から彼女を庇おうとするシンデレラ共々、魔法でヒキガエルにしようとするなど、シンデレラはおろか実の家族に対しても極めて薄情である節を見せる。
最後は、シンデレラとアナスタシアに向けて放った魔法を王子に跳ね返された事で、ドリゼラ共々自分達がヒキガエルの姿になってしまい、エンディングでは、シンデレラが着ていた服に箒を持った姿で元に戻った。
アナスタシア・トレメイン
トレメイン夫人の娘でシンデレラの義姉。誤ってフェアリー・ゴッドマザーを石像に変えた際謝罪するなど初代の時よりは天然で良識的となっている。シンデレラのように恋人と出会って婚約することを夢見ていたが、魔法の杖の力でシンデレラに代わって王子と婚約することになる。
しかし、次第に王子や自分を娘のように可愛がる王を騙していることに罪悪感を抱くようになり、魔法の力をもってしてもシンデレラへの愛が変わらない王子の姿を目にした事で潔く身を引こうとするが、どうしても王子と娘の結婚を望む母の魔法によってシンデレラの姿に変えられてまで、王子と結婚させられそうになるが、結婚式で誓いの言葉を拒絶し、本当の自分を見てくれる人と結婚したいと告げる。最後は魔法の杖を使って王子や王の前で自ら正体を明かし、今までのことを謝罪し、シンデレラと王子の結婚を見届けた。
エンディング中に登場する絵画の中には、前作に登場したパン屋の主人からお菓子をプレゼントされるアナスタシアの姿が描かれている。
ドリゼラ・トレメイン
トレメイン夫人の娘でシンデレラの義姉。妹のアナスタシアが純粋に愛を夢見ているのに対し、あくまで贅沢な暮らしをする事を願っているなど、母譲りの強欲な性格の持ち主。シンデレラはおろか、実の妹であるアナスタシアに対する情も皆無でトレメイン夫人に二人を醜いヒキガエルに変えるように仕向けるほど。最後は母親と共に自分達がヒキガエルになるという自業自得な結末を迎えた。
フェアリー・ゴッドマザー
『シンデレラ』で「ビビディ・バビディ・ブー」の呪文と魔法の杖でシンデレラにドレスやカボチャの馬車を出した妖精の老婆。シンデレラと王子のために結婚1周年のパーティーを開いたが、そのパーティーを目撃したアナスタシアに魔法の杖を奪われ、事故とはいえ石像に変えられてしまうが、物語の終盤で杖を取り返したシンデレラと改心したアナスタシアによって元に戻った。
王様
王子の父。王子に早く結婚させたがっている。義理の娘になる予定のアナスタシアに、自身と妻の思い出を語る中、彼女に妻と共に浜辺で拾った貝殻を贈り、真の愛について説く。
物語の終盤で今までの愚行を謝罪するアナスタシアから貝殻を返されるが、「真の愛を手にする資格は誰にでもある」と優しく諭し、そのまま彼女に譲り渡した。
ルシファー
トレメイン夫人の飼い猫で、ジャックたちの天敵。トレメイン夫人の魔法で人相が悪い御者に変身し、シンデレラやジャックたちを乗せたカボチャの馬車を引いて王宮から引き離していくが、シンデレラの機転で馬車から放り出されて池に落ち、元の姿に戻った。

## キャスト
| 役名                                          | 英語版声優                                                | 日本語吹き替え                |
| --------------------------------------------- | --------------------------------------------------------- | ----------------------------- |
| シンデレラ                                    | 台詞：ジェニファー・ヘイル 歌：タミ・タッパン・ダミアーノ | 鈴木より子                    |
| プリンス・チャーミング （王子）               | クリストファー・ダニエル・バーンズ                        | 堀内賢雄                      |
| フェアリー・ゴッドマザー （妖精のおばあさん） | ルシー・テイラー                                          | 京田尚子                      |
| ドリゼラ・トレメイン                          | ルシー・テイラー                                          | 台詞：安達忍 歌：美咲黎       |
| 国王 （王様）                                 | アンドレ・ストイカ                                        | 富田耕生                      |
| アナスタシア・トレメイン                      | 台詞：トレス・マクニール 歌：レスリー・マルゲリータ       | 台詞：喜田あゆ美 歌：内田ゆう |
| トレメイン夫人 （まま母）                     | スザンヌ・ブレイクスリー                                  | 此島愛子                      |
| ジャック                                      | ロブ・ポールセン                                          | 山寺宏一                      |
| 大公                                          | ロブ・ポールセン                                          | 岩崎ひろし                    |
| 郵便屋                                        | ロブ・ポールセン                                          | 長嶝高士                      |
| ガス                                          | コーリー・バートン                                        | 台詞：亀山助清 歌：安西康高   |
| プルーデンス                                  | ホランド・テイラー                                        | 谷育子                        |
| ルシファー                                    | フランク・ウェルカー                                      | 原語版流用                    |

- その他の日本語版吹き替え：三宅健太／藤本譲／井浦愛／須部和佳奈／藤堂まり／仁科洋平／太田哲治／岸野真一／伝坂勉／三浦博和

## スタッフ
- 監督：フランク・ニッセン
- 製作：マーゴット・ピプキン
- 編集：リサ・リンダー・シルヴァー
- 脚本：ダン・ベレンドセン、マーガレット・ヘイデンリー、エディー・グジリアン、コリーン・ヴェンティミィリア
- 音楽：ジョエル・マクニーリー

## 日本語版制作スタッフ
- 演出：向山宏志
- 翻訳：原口真由美
- 音楽演出：市之瀬洋一
- 訳詞：高橋知伽江
- 録音制作：HALF H・P STUDIO
- 制作監修：津司大三、船橋美里
- 日本語版制作：DISNEY CHARACTER VOICES INTERNATIONAL, INC.

## 挿入歌
- Perfecly Perfect／なんてすばらしい毎日
  - 歌：鈴木より子、堀内賢雄、内田ゆう、美咲黎、山寺宏一、安西康高、ヴォイスフィールド
- More Than A dream／かなえたいこの夢を
  - 歌：鈴木より子
- Anastasia's Theme／恋するアナスタシア
  - 歌：内田ゆう
- More Than A dream(Reprise)／かなえたいこの夢を（リプライズ）
  - 歌：鈴木より子
- At The Ball／思い出してシンデレラを
  - 歌：山寺宏一、安西康高

## サウンドトラック
ヘイデン・パネッティーアが歌う『I Still Believe』がエンドクレジットで流されるとともに、同曲のミュージック・クリップがDVDの特典として収録されている。公式のサウンドトラックは未発売。